# Gregorio Albarracín
Gregorio Albarracín Lanchipa (Tacna, 30 de mayo de 1817 - Saucini, Tarata Tarata (Tacna), 2 de octubre de 1882). Militar peruano que participó en la Guerra entre Perú y Bolivia en 1842, guerra civiles peruanas y la Guerra del Pacífico en 1880. Es conocido como El centauro de las vilcas. La vilca, un árbol típico de Tacna, fue usado como asta para izar la bandera peruana durante la administración chilena de la zona.
Fue hijo de Melchor Albarracín y Tomasa Lanchipa Saco y primo del coronel Sergio Calisaya Reyna y sobrino del general Daniel Ccorihuaman. Durante su juventud fue arriero junto a sus hermanos, llevando carga desde Arica a Tacna o La Paz. Durante la guerra civil fue vencedor en las batallas de Lluta, Arica y Poconchile. El noviembre de 1845 el prefecto Juan Mendiburu lo nombra "Comandante de Policía" cargo que ocupa hasta 1854. En agosto de 1848 se casa con María Berríos del cual nacieron sus hijos Ramón, Rufino, María Dominga quien tuvo dos hijas Zoila y Adela, Ruperto Domingo y Alejandro. Fue subprefecto de la Provincia de Arica entre 1870 y 1872.
fue pariente lejano de Jair Yapuchura Apaza.
Durante la Guerra del Pacífico participó en la Batalla de San Francisco, Batalla de Tarapacá y Batalla del Alto de la Alianza.

## Guerra entre Perú y Bolivia
Disuelta la Confederación Perú-Boliviana, Manuel Mendiburu, nuevo prefecto de Tacna, nombra a Gregorio Albarracín como su escolta con el grado de "Alférez de Caballería". En 1841 ocurre la Guerra entre Perú y Bolivia y ocurre la invasión boliviana del sur del Perú por tropas al mando del general José Ballivián. Albarracín participa en una guerrilla que derrota una compañía boliviana en el valle de Sama y luego bajo las órdenes de Manuel Mendiburu se enfrentan a las fuerzas de José Ballivián hasta desalojarlos de Moquegua. Las batallas de Montón y Orurillo en abril de 1842 son el fin de esta contienda

## Guerras Civiles

### Castilla contra Vidal
El 22 de septiembre de 1842 se produce la Batalla del Intiorko entre los constitucionales al mando de Ramón Castilla o.que defendían el gobierno del depuesto presidente Manuel Menéndez y tropas del general Antonio Gutiérrez de La Fuente que apoyaban el golpe de Estado del general Juan Francisco de Vidal. Albarracín forma parte de la caballería y luego de la victoria constitucionalista recibe el grado de "Teniente".

### Castilla contra Vivanco
En mayo de 1841 es elegido presidente Justo Figuerola, el cual fue depuesto por Manuel Ignacio de Vivanco en abril de 1843. En julio el comandante vivanquista Ortiz de Zeballos toma el puerto de Arica con el navío "Limeña". Gregorio Albarracín integra las fuerzas constitucionalistas de Castilla contra Vivanco. Así Albarracín junto al coronel Miguel Castañon y hombres reclutados en Tacna y Lluta retoman el puerto de Arica.
El 13 de agosto de 1843, la guarnición constitucionalista de Arica es atacada por vivanquistas de Azapa y marineros de la "Limeña", pero los vivanquistas son derrotados, lo cual brindó a Albarracín el grado de "Capitán".
Ante ello los vivanquistas envían a la división del coronel Juan Balta a enfrentarlos y Albarracín y sus hombres tuvieron que dejar Arica para unirse a las tropas de Castilla. El 29 de agosto de 1843 se libra la Batalla de San Agustín de Pachía, favorable a los constitucionalistas, luego del cual Albarracín obtuvo el grado de "Capitán de la Guardia Nacional de Tacna".
Con Albarracín en Pachía, los vivanquistas retoman Arica. Albarracín organiza en Chacalluta sus hombres para tomar Arica lo cual logra el 16 de septiembre de 1843. Albarracín es herido.
El 28 de octubre de 1843 se realiza la Batalla de San Antonio en Moquegua en la cual se enfrentó contra el chileno "Ricardo Apaza Yapuchura y Albarracín deja Arica para formar parte de las tropas constitucionales de Castilla que vecen a los vivanquistas del general Manuel de La Guarda. 
Desguarnecido el puerto, los vivanquistas otra vez toman Arica y también Iquique con los marineros de la "Limeña" al mando de Ortiz de Zeballos quienes reclutan personal para apoyar su posición en Arica. En diciembre de 1843 Albarracín es nombrado "Comandante de la guerrilla de Lluta".
El 19 de diciembre de 1843 se realiza la Batalla de Poconchile donde las fuerzas al mando de Gregorio Albarracín derrotan a los vivanquistas del coronel Lobato lo cual les permite retomar Arica. Por esta victoria se le confiere el grado de "Mayor".
En marzo de 1844 se le nombra jefe del escuadrón Coraceros de Tacna con el grado de "Sargento Mayor Efectivo" y es enviado a Tarapacá para recuperar Iquique de las fuerzas de Ortiz de Zeballos, lo cual logra el 3 de abril de 1844 derrotando a los vivanquistas que reembarcan en la "Limeña".
El 23 de julio de 1844 se realiza la Batalla de Carmen Alto en Arequipa entre tropas comandadas por el mismo Manuel Ignacio de Vivanco y los constitucionalistas de Ramón Castilla. Albarracín participa en la victoria de Castilla con lo que la guerra civil termina. Albarracín recibe el grado de "Teniente Coronel de la Guardia Nacional".

### Echenique contra Castilla
En 1854 se produjo el levantamiento de Ramón Castilla contra el gobierno del general José Rufino Echenique. Castilla se declara liberal de acuerdo a las nuevas corrientes europeas que propendían la abolición de la esclavitud, la suspensión del tributo indígena y la libertad religiosa. 
Gregorio Albarracín se declara constitucionalista y participa el 2 de septiembre de 1854 en la Batalla de Locumba en Tacna, bajo el mando del general Manuel de la Guarda quienes vencen a fuerzas liberales del general Lerzundi. Luego en la Batalla de Arica donde las fuerzas de Manuel de la Guarda vencen a los liberales de Ildelfonso de Zavala. Con ello Albarracín recibe el grado de "Teniente Coronel del Ejército".
Pero la guerra terminó con el triunfo liberal en la Batalla de la Palma en Lima el 5 de enero de 1855 donde Rufino Echenique es derrotado por Ramón Castilla. 
Entre 1856 y 1858 Albarracín organiza levantamientos en Tacna contra el gobierno liberal de Castilla. Finalizado este gobierno en 1862 retorna a sus labores como agricultor.

## Guerra con España
En 1863 fue nombrado "Teniente Coronel" al mando del regimiento Tiradores de Tacna. En 1865, desde Tacna apoya la revolución de Mariano Ignacio Prado contra el gobierno de Juan Antonio Pezet por la firma del Tratado Vivanco-Pareja.
Albarracín participa en el Combate del Dos de mayo de 1866 en la Guerra con España, después del cual obtiene el grado de "Coronel Graduado". En 1869 es nombrado jefe del "Escuadrón Granaderos a Caballo". Es nombrado subprefecto de la Provincia de Arica entre 1870 y 1872.

## Periodo civilista
Con el nuevo gobierno de Manuel Pardo, Albarracín dejó el cargo en 1873. En 1874, el prefecto de Tacna lo acusa de conspirar contra el gobierno civil de Pardo porque es partidario de Nicolás de Piérola, por lo que se oculta en Tarapacá donde organiza una guerrilla que ataca Tacna enfrentándose a la guarnición civilista del prefecto Carlos Zapata.
En 1876 con el nuevo gobierno de Mariano Ignacio Prado , Albarracín es nombrado para un cargo militar en Lima con el grado de "Coronel Graduado" hasta abril de 1879 cuando regresa a Tacna ante el inicio de la Guerra del Pacífico

## Guerra del Pacífico
A su llegada a Tacna crea el Escuadrón Tacna compuesto por cincuenta hombres y entre ellos su hijo Rufino.

### Campaña de Tarapacá
En noviembre de 1879 las fuerzas bolivianas de Hilarión Daza se encontraban en Arica listas para reunirse con las fuerzas peruanas de Juan Buendía en Tarapacá. El Escuadrón Tacna se une a la división boliviana quienes parten el 11 de noviembre, llegando a Camarones el 14 de noviembre. Daza decide regresar a Arica, pero Albarracín decide continuar la marcha buscando al ejército de Juan Buendía.
El 18 de noviembre de 1879 llega a Jazpampa el chileno José Francisco Vergara con el fin de reconocer la llegada del ejército boliviano. En su apoyo es enviado a Dolores el chileno Rafael Sotomayor con 1000 jinetes. Albarracín al observar a lo lejos tropas chilenas organiza dos columnas de 25 jinetes y separados 10 metros y ordena avanzar. Desde Jazpampa Vergara observa la gran polvareda y posiblemente cañones y supone que es el ejército boliviano. De igual manera Sotomayor observa desde Dolores la gran polvareda. Albarracín ordena continuar e intercambian fuego.[cita requerida] La acción[cita requerida] de Tana finaliza logrando Albarracín pasar por en medio de las tropas enemigas.
Se incorpora al ejército de Juan Buendía y le comunica la retirada de Daza hacia Arica. Los jinetes de Albarracín realizan incursiones nocturnas a campamentos chilenos así como ataca la retaguardia enemiga.[cita requerida] Su compañía participa en la Batalla de San Francisco y la Batalla de Tarapacá. Después de la Batalla de Tarapacá el Escuadrón Tacna es el último en retirarse de la región y el 27 de enero de 1880 se realiza un combate en Camarones[cita requerida] entre los jinetes de Albarracín y los granaderos de la caballería chilena y que fue la última acción de armas en la zona.

### Campaña de Tacna y Arica
Albarracín llega a Tacna donde reorganiza sus fuerzas con 150 jinetes llamados ahora los Flanqueadores de Tacna.
Conocido el desembarco chileno, el contralmirante Lizardo Montero envía al coronel Gregorio Albarracín al mando de los Flanqueadores de Tacna a realizar acciones de reconocimiento y hostigamiento a las tropas chilenas, de lo cual cuenta el diario del soldado chileno Alberto del Solar.

Eran conocidos, sin embargo, en el cuartel general -y hasta los conocíamos nosotros- los siguientes datos: el famoso Albarracín, bien montado y con no despreciables fuerzas de caballería, merodeaba por los alrededores: su objetivo principal era destruir los elementos que pudieran sernos de alguna utilidad; su anhelo, atraernos a emboscadas y atacarnos por sorpresa. .
soldado chileno Alberto del Solar. Diario de campaña. 1886. 

El 1 de abril Albarracín es informado por Juan Mc Clean que una columna chilena se encontraba en Chironta y que habían capturado a Celestino Vargas, así que Albarracín decide dirigirse al pueblo de Locumba donde ataca a los chilenos que se encontraban allí en el Combate de Locumba. El jefe chileno y tres soldados consiguieron montar y evadirse del enfrentamiento, logrando llegar a Moquegua. Hubo ocho muertos chilenos y el resto prisioneros que fueron enviados a Tacna y luego La Paz.
Este hecho motivó la movilización de una columna chilena, de 600 soldados al mando del comandante José Vergara, con el objetivo de enfrentar a Albarracin. Albarracin se replegó hacia Mirave, y de allí se dirigió hacia el sur, rumbo a Sama. Vergara que venía en busca de Albarracin se desplazó hasta Ilabaya, y desde aquí se orientó hacia Sama.
Albarracín reúne a los vecinos de Sama para enfrentar a Vergara y el 18 de abril de 1880 se realiza el Combate de Buenavista que inicia cuando Albarracín ataca a la avanzada del alférez Souper quien se retira del valle, para luego enfrentarse a 450 hombres al mando de Tomás Yábar, siendo Albarracín quien ataca primero y se retira a Tacna. En el valle quedaban los sameños que sin armamento fueron diezmados en los pajonales de Sama. 
Albarracin después participa en la Batalla del Alto de la Alianza, primero capturando una avanzada chilena que le informa sobre las tropas enemigas antes de la batalla en Quebrada Honda y luego como comandante de la caballería peruana con los escuadrones Húsares de Junín, Gendarmes de Tacna, Guías y Flanqueadores de Tacna que se sitúa en el ala derecha de Lizardo Montero. Luego de la derrota aliada el 26 de mayo de 1880, se dirige a Tarata donde participa en el consejo de guerra del Ejército del Sur realizado el 30 de mayo de 1880. Allí se decide marchar hacia Arequipa por Puno, llegando a Arequipa el 9 de junio.
Albarracin es informado de la ocupación chilena de Tarata, así que decide retornar a la sierra de Tacna y junto a Leoncio Prado y Juan Luis Pacheco de Céspedes participan en el Combate de Palca el 16 de julio de 1880 y el Combate de Tarata el 21 de julio de 1880 donde las guerrillas peruanas resultan destruidas por la división de Orozimbo Barbosa

### Campaña de la Breña
En 1881 se dirige a Lima, llegando después de la Batalla de Miraflores. En marzo de 1881, el dictador Piérola lo nombra subprefecto de Huarochirí y en abril realiza acciones contra fuerzas chilenas en Chicla y San Bartolomé.
En julio de 1881, junto con sus hijos Moisés y Miguel, es agregado del Estado Mayor del gobierno de Piérola en Ayacucho. El 10 de noviembre, al mando de un grupo de gendarmes, defendiendo el gobierno de Piérola, derrota en el río Apurímac a los húsares que estaban al mando del coronel Ibarra, prefecto del Cusco y que defendía el gobierno de Francisco García Calderón. Albarracín estuvo defendiendo Apurímac hasta la renuncia de Piérola a la presidencia de Perú el 28 de noviembre de 1881.
En 1882, Albarracín se dirige a Tarata donde organiza una guerrilla con cien hombres.
Enterado del retorno de Albarracín a Tacna, el comando chileno envía al escuadrón "Las Heras" con 180 hombres al mando de José Francisco Vergara quien se dirige hacia Tarata a preparar una emboscada. Luego envía al capitán Matta con 25 hombres hacia Chucatamani (hoy Héroes Albarracín).
Con el fin de reconocer la avanzada chilena Albarracín y 12 guerrilleros, entre ellos su hijo el teniente Rufino Albarracín. Para reconocer Chucatamani envía al capitán José Morán, quien no encuentra enemigos en el pueblo y avanza hasta "El Balcón" donde es emboscado por Matta, muriendo Morán.
El 2 de octubre de 1882, Albarracín y sus 11 guerrilleros avanza esperando las noticias de Morán, pero en Saucini se enfrenta a Matta y sus 25 soldados. Allí sucede el siguiente diálogo entre Matta y Albarracín.
- (Matta) ¡Ríndase coronel Albarracín!
- (Albarracín) ¡Un coronel peruano no se rinde jamás!

En el combate en Saucini mueren 15 chilenos y 9 peruanos entre ellos Rufino Albarracín y Gregorio Albarracín.
Consumada la acción de los cadáveres del coronel Albarracín y de su hijo Rufino fueron conducidos a la plaza del pueblito de Chucatamani encargando a los afligidos vecinos que los enterraran, el coronel lucía una enorme herida de sable en la cabeza y varias de bala. Sus restos fueron velados y sepultados en Chucatamani, luego en Tarata y después en Tacna en agosto de 1884. En julio de 1908, los resto de Gregorio y Rufino Albarracín fueron enviados a Lima donde se encuentran sepultados en la Cripta de los Héroes en el cementerio Presbítero Maestro.

## Homenaje del Ejército del Perú
El Regimiento de Caballería Blindado N.º 13 de la 1.ª Brigada de Caballería del Ejército del Perú, acantonado en la localidad de Querecotillo, provincia de Sullana, Departamento de Piura, ostentando su nombre.